# 양비론
양비론(兩非論)은 서로 충돌하는 두 의견이 모두 틀렸다는 것을 말한다. 어떤 주장이 대립되는 모든 분야에서 광범위하게 사용되는 용어이다. 학문적 이론이나 사회적 주장이 양분되어 있을 때, 어느 한편에도 동의하지 않는 제3자가 새로운 주장을 전개하는 경우에 주로 나타난다. 특히 정치적인 의미에서는, 대립되는 두 주장을 양쪽 모두가 다 잘못되었다고, 싸잡아 비판하는 태도를 함축하고 있다.
서로 충돌하는 두 의견 모두 맞았다는 양시론이 존재하나 둘 다 맞았다는 의견을 펼치는 사람에게도 양비론이라고 하는 경우가 있다. 둘을 합쳐 양비시론이라고 부르기도 한다.
신조어로 흔히 모두까기라고 한다. 양비론을 행하는 사람은 모두까기 인형이라고 한다.

## 양비론 비판
양비론은 양측을 똑같이 비판함으로써 누구의 과실이 얼마나 되는지를 가리기 어렵게 한다. 찬성과 반대를 분명히 가리거나 의사결정을 해야 하는 상황에서, 찬반의 대립구조 자체를 부정하기 때문에 의사결정에 장애가 될 수 있다. 중도적인 입장으로 양측을 모두 존중하는 듯한 태도를 보이지만 결과적으로는 과실이 더 큰 쪽을 유리하게 만들어 준다.
홍세화는 '쎄느 강은 좌우를 나누고, 한강은 남북을 가른다'라는 책에서 양비론을, 양쪽을 모두 비판하면서 양쪽으로 자기보신하는 기회주의적 속성으로, 바둑이나 장기를 두는 양쪽에서 훈수를 두는 사람과 비슷하다고 하며, 양비론을 펴는 것은 사회에 아무런 도움을 주지 않으면서 토론을 죽이는 행위라고 하였다.
- 아이들의 싸움

아이들에 대해 권위주의적이었던 한국전통사회에서는 부모들은 싸우는 행위를 그 자체만으로 둘다 잘못했다고 양쪽을 똑같이 벌주었다. 반면, 프랑스의 부모들은 싸움이 시작된 원인을 찾고 누가 더 많은 잘못을 했는지를 따져, 그 잘못한 점에 대해서 야단친다고 한다.
- 정치적 싸움

과거 특히 제5공화국 시절의 여당의 날치기 법안 통과에 여야 의원들의 몸싸움에 대해서 거대 언론사들이 날치기와 몸싸움 자체만 비판하고, 그 원인에 대해서는 제대로 기사화하지 않아, 국민들로부터 여야 할 것 없이 정치인이 모두 나쁘다는 이미지만 심어줘, 정치에 환멸을 느끼게 한 점 등으로 양비론이 가장 큰 비판을 받는다.
- 연평도 포격 사태로 본 중국의 이이제이 수법

연평도 포격이 있은 후, 미국을 비롯한 서방 여러나라 뿐만 아니라 러시아마저 북한에 대한 부정적인 입장을 내놓았다. 하지만 중국은 이에 대해 대한민국과 북한 양측을 모두 비판하면서 중국의 전통적인 외교수법인 이이제이 수법을 통해 자신들이 주도하는 형국으로 이끌어 가려는 기회주의적인 태도를 취했다.
- 우유부단함과 소극적 성격을 키우는 부작용

예를 들어 축구의 공격을 함에 있어 내가 상대방 골문 근처에서 공을 가지고 있는 상황이다. 이때 슛하는 것이 좋을지 동료에게 패스하는 것이 좋을지 결정할 때가 되었다. 슛을 하자니 골키퍼 등으로 인해 실패해 욕먹을 것이 싫고, 패스를 하자니 좋은 기회를 날려버렸다고 욕먹을 것이 또한 싫어 망설인다. 하지만 이러한 수동적인 태도(양비론)만 가지고 있으면 시간이 지나 결국 상대방 수비의 전열이 더욱 견고해져 이미 있던 기회마저 날려버릴 확률이 더 크다.
- 양비론 비판을 남용할 경우에는 정당한 비판마저도 흑백논리로 몰아세울 수 있다.

## 비판에 대한 반론
- 양측의 주장 자체를 근본적으로 부정하는 것이 아닌, 양측의 오류들을 지적하는 정당한 비판마저도 진영논리로써 양비론으로 몰아세우는 식의 사태가 있다.
- 토론은 일반적으로 특정주제에 대해서 편을 갈라 싸우게 되므로 자신의 뜻에 맞지 않아 누구의 편도 들어주지 않는 중립적인 입장이 결코 나쁜것이 아니다. 사람은 누구나 오류나 실수가 있을 수 있고 그러한 오류를 정당하게 지적하는 사람마저 양비론으로 치부하여 기득권을 보호한다고 공격하는 것은 너무나도 정치적인 것으로 사회의 고명한 의견이나 소수의 의견을 묵살할 우려가 있다.
- 위에서 각각 언급된 "양비론적인 비판" 개념의 경우와, 토론의 테두리와 논리학적인 오류와는 엄격히 구분되어야 한다. 토론은 주장과 근거를 들어 비판을 하는 것이기 때문에 단순히 뜻이 맞지 않는것과 정당하게 주장된 부분과는 구분되기 때문이다.

## 견해
양비론의 경우, 각각에 대한 내용과 정도가 수반되는 경우, 양비론이 가질 수 있는 위험하고는 상관이 없다.
반대로, 아무런 내용 없이 둘다 틀렸다고 하는 경우가 문제인 것이다. 무슨 내용 무슨 근거로 양비론이 설명이 따르지 않는다면 단지 그것은 양비론 단어를 도식적으로 사용함에 지나지 않는다.
그러면 실제로 어떤 경우에 주로 그런 양비론 오용이 등장할까? 양 쪽 의견을 둘다 모른는 경우이다. 양 쪽을 이해한 경우, 그 양비를 설명할 것이고, 한 쪽만 이해한다면 그 쪽으로 기울 것이니, 양비론이 쉬이 나오지 않으나, 둘 다 모르면서도 판관의 위치를 점하려는 관점에서, 그런 내용 없는 양비론이 등장하고 그 양비론에 대해 논쟁이 성립하게 된다.

## 같이 보기
- 양시론